# Lewes District
Lewes ist ein District in der Grafschaft East Sussex in England. Er ist nach dem Verwaltungssitz Lewes benannt.
Der Bezirk wurde am 1. April 1974 gebildet und entstand aus der Fusion des Borough Lewes, der Urban Districts Newhaven und Seaford sowie des Rural District Chailey.

## Gliederung
Der Bezirk gliedert sich in 29 Gemeinden (Civil Parish):
| - Barcombe - Beddingham - Chailey - Ditchling - East Chiltington - Falmer - Firle - Glynde - Hamsey - Iford | - Kingston Near Lewes - Lewes - Newhaven - Newick - Peacehaven - Piddinghoe - Plumpton - Ringmer - Rodmell - Seaford | - South Heighton - Southease - St Ann (Without) - St John (Without) - Streat - Tarring Neville - Telscombe - Westmeston - Wivelsfield |

Von diesen Gemeinden haben 22 einen eigenen, Glynde und Beddingham einen gemeinsamen Gemeinderat (Parish Council). Iford, Southease, St Ann, St John, Streat und Tarring Neville haben kein derartiges Gremium, stattdessen finden Einwohnerversammlungen statt. Lewes, Newhaven, Peacehaven, Seaford und Telscombe sind Kleinstädte (Town), dementsprechend heißt der Rat dort Town Council.

### Einrichtungen
Die Fire Brigade East Sussex ist eine Feuerwehrorganisation mit Sitz in Lewes, die für den Brandschutz und die allgemeine Hilfe in ihrem District sorgt. Sie entstand im Jahr 1974 aus den früheren Brigades Brighton, Hastings, Eastbourne und East Sussex. Die Fire Brigade hat neben ihrem Hauptsitz in Lewes zwei Divisions-Sitze in Brighton und Eastbourne, sechs Shift Stations, sechs Day-Manned Stations und zwölf Retained Stations. Das Personal der Grafschaft-Fire Brigade setzt sich aus haupt- und nebenberuflichen Firefighters, Hauptamtlichen im Kontroll- und Funkzentrum sowie Administration in Lewes und weiteren nicht uniformierten Kräften zusammen.